# Paul Misson
Pour les articles homonymes, voir Misson (homonymie).
Paul Misson, né le 27 octobre 1888 à Rochefort (Belgique) et décédé le 26 décembre 1948 à Vielsalm, fut un médecin et un homme politique belge.
Professionnellement, il exerça la médecine à Vielsalm, où il fut élu conseiller communal en 1938.
Il fut l'un des trois sénateurs élus directement dans la province de Luxembourg lors des élections du 24 mai 1936. Il siégea au Sénat de Belgique du 25 juin 1936 au 6 mars 1939, date de fin de la législature. Élu sur les listes du parti rexiste, il prit assez vite ses distances avec le mouvement. Dans une lettre publique publiée le 24 octobre 1938 après des élections communales qu'il perçut comme un "plébiscite contre Rex", il désavoua Léon Degrelle, affirmant que "si la tête de Rex n'est pas saine, tout ce qu'on fera pour Rex est inutile". "Je suis, pour mon malheur, entré à Rex par idéalisme", écrivit-il encore. "Je suis devenu sénateur malgré moi et je le suis resté, malgré moi, pour ne pas nuire au mouvement dans lequel tant de gens avaient foi et espoir. Je partirai - mais - quand il me plaira", estimant être "sénateur du Luxembourg et non de Léon Degrelle".